# Дирборн-Хайтс
Дирборн-Хайтс (англ. Dearborn Heights) — город в США в округе Уэйн штата Мичиган. 
Пригород Детройта, расположен примерно в 19 км к западу от центра города. Город имеет небольшую границу с Детройтом и считается спальным районом. По данным переписи 2020 года, население города составляло 63 292 человека.

## История
Дирборн-Хайтс был образован из двух разрозненных частей тауншипа Дирборн и соединительной полосы земли длиной четверть мили от деревни Инкстер. Петиции об инкорпорации были поданы в пятницу, 4 марта 1960 года, а должностные лица Инкстера вручили свои петиции в понедельник, 7 марта 1960 года. Жители одобрили инкорпорацию Дирборн-Хайтс на выборах, состоявшихся 20 июня 1960 года, что и является официальной датой присоединения.

## Демография
| Год переписи                    | Нас.  |  | %±     |
| ------------------------------- | ----- |  | ------ |
| 1930                            | 1345  |  | —      |
| 1940                            | 8052  |  | 498,7% |
| 1950                            | 20235 |  | 151,3% |
| 1960                            | 61118 |  | 202%   |
| 1970                            | 80069 |  | 31%    |
| 1980                            | 67706 |  | −15,4% |
| 1990                            | 60838 |  | −10,1% |
| 2000                            | 58264 |  | −4,2%  |
| 2010                            | 57774 |  | −0,8%  |
| 2020                            | 63292 |  | 9,6%   |
| 1930–2020 U.S. Decennial Census |       |  |        |